# Michael Scofield
Michael J. Scofield è un personaggio della serie TV Prison Break interpretato da Wentworth Miller. Il personaggio appare per la prima volta nell'episodio pilota, Fratelli. In questo episodio, Michael mette in atto una rapina in una banca con lo scopo di essere arrestato e rinchiuso nello stesso penitenziario dove suo fratello, Lincoln Burrows (Dominic Purcell), è in attesa di essere giustiziato con l'accusa di avere ucciso il fratello del vice presidente degli Stati Uniti. L'assunto di Prison Break ruota intorno ai due fratelli e al piano di Michael per far evadere Lincoln. Sebbene sia Michael che Lincoln siano i protagonisti della serie, viene dato maggiore spazio a Michael, soprattutto durante la prima stagione. Vari flashback durante gli episodi - soprattutto l'episodio Amore fraterno, costituito solo da flashback riguardanti i vari personaggi della serie - forniscono maggiori informazioni sul rapporto fra Michael e Lincoln e sulle ragioni che si celano dietro la forte determinazione di Michael nel salvare suo fratello dalla sedia elettrica. Michael è l'unico personaggio della serie ad essere riuscito ad evadere dai penitenziari di Fox River e Sona seguendo un piano di fuga.

## Storia
Secondo la cartella clinica che viene inquadrata nel 1º episodio della prima stagione, è nato l'8 settembre 1978, mentre secondo la lapide che compare alla fine del 22º e ultimo episodio della quarta stagione, è nato l'8 ottobre 1974. Inoltre nel 17º episodio della quarta stagione il fratello Lincoln dice che è nato nel 1976. Dopo l'abbandono di suo padre, Michael Scofield prende il cognome da nubile di sua madre.
Quando Michael ha 11 anni e Lincoln 15, la loro madre muore per un tumore al cervello. Nei mesi successivi, Michael viene affidato dai servizi sociali a famiglie sempre diverse, in quanto Lincoln, rinchiuso in un centro per giovani delinquenti, non poteva occuparsene. In una delle famiglie adottive, Michael ha subito sevizie da parte del patrigno, rinchiudendolo in una stanza buia dopo averlo picchiato. Sarà il suo padre naturale, Aldo Burrows, a salvarlo senza però svelargli la sua identità. Una volta libero, Lincoln diventa il suo tutore. Questa è una delle ragioni per cui Michael fa di tutto per far evadere suo fratello. Dopo la perdita dei genitori, Lincoln è imbrigliato sempre più nella rete del crimine, ma cerca sempre di vegliare su suo fratello, impedendogli di commettere i suoi stessi errori.
Alunno particolarmente dotato, Michael ottiene eccellenti risultati alla Morton East Hight School. Quindi, si laurea magna cum laude come ingegnere civile alla Loyola University Chicago. Dopo la laurea, si occupa di ingegneria strutturale presso la Middleton, Maxwell & Schaum di Chicago.
Tre anni prima che Lincoln venga accusato dell'omicidio di Terrence Steadman, i rapporti tra Michael e suo fratello sono freddi e distaccati, ciascuno preso dalle proprie vite, che vanno in direzioni totalmente opposte. Wentworth Miller dice che «prima del carcere, Michael era un uomo vuoto, teso alla carriera e ambizioso». Michael vede in Lincoln un irresponsabile e comincia ad essere stanco di «fare da fratello maggiore a mio fratello maggiore» Dopo l'arresto di Lincoln, Michael non crede subito alla sua innocenza. Tuttavia, dopo avere scoperto che Lincoln si è indebitato di 90.000 dollari per permettergli di studiare, Michael si rende conto che suo fratello non è l'uomo che lui pensava. Prendendo coscienza dei sacrifici che Lincoln ha fatto per occuparsi di lui, cominciano a nascere in lui dei forti sensi di colpa. Queste scoperte su Lincoln, nonché su sé stesso, lo spingono ad adoperarsi per salvarlo dalla condanna a morte. Ma non riuscendo a provare la sua innocenza per vie legali, Michael decide di occuparsene in prima persona.
Per una fortuita coincidenza, la società edile per cui Michael lavora è la stessa che si è occupata del restauro di Fox River. Michael riesce così a procurarsi la planimetria del posto e durante tutto l'anno seguente mette a punto un piano per salvare Lincoln. Prima di essere arrestato e portato a Fox River, Michael analizza ogni dettaglio e ogni persona a lui utile una volta entrato nel penitenziario. All'interno, deve cercare di creare dei buoni rapporti con quei detenuti quei membri del personale che potrebbero aiutarlo per il suo piano di fuga.
Durante i quattro mesi precedenti l'imprigionamento, Michael si fa tatuare un grande affresco gotico sulla parte superiore del corpo (torace, braccia e schiena), rappresentante la battaglia degli angeli e dei demoni. Il tatuaggio nasconde in realtà la planimetria della prigione e altre informazioni essenziali per la riuscita del piano:
- il disegno sul torace rappresentante un demone che massacra un angelo nasconde la planimetria dei corridoi e dei tunnel sotterranei;
- il disegno sulle spalle rappresentante un demone che uccide un angelo nasconde la posizione dei muri, dei tetti e delle stanze del penitenziario;
- gli angeli sul braccio destro e i demoni sul braccio sinistro[9] nascondono iscrizioni e indizi, come, per esempio, formule chimiche, numeri di telefono, indirizzi ecc.

## Evoluzione del personaggio

### Prima stagione
Nella scena di apertura della serie, vediamo Michael intento chiudere il suo piano per infiltrarsi al penitenziario di Fox River, facendosi dare gli ultimi ritocchi a uno dei suoi tanti tatuaggi, che saranno di primaria importanza per il suo scopo. Per poter entrare a Fox River, Michael rapina una banca, non si oppone alla sua condanna e chiede di essere rinchiuso nella prigione più vicina, che è appunto Fox River. Michael entra in prigione come detenuto #94941 l'11 aprile, un mese esatto prima dell'esecuzione di suo fratello. Una volta dentro, Michael studia ogni minimo dettaglio della prigione e dei carcerati.
Nel corso della stagione, Michael mette in atto il suo piano cercando di superare i vari ostacoli che gli si presentano. Nei primi 13 episodi, si pone uno specifico obiettivo in ogni episodio. Allo stesso tempo, recluta altre persone, utili all'evasione: il suo compagno di cella Fernando Sucre lo aiuterà a creare il buco dietro il lavandino della loro cella, il capo-mafia John Abruzzi gli darà la possibilità di essere incluso nel PI e gli metterà a disposizione un aereo una volta evasi e Charles Westmoreland - che è in realtà il famoso dirottatore D.B. Cooper, in possesso di 5 milioni di dollari - gli procurerà il denaro necessario una volta evasi.
Michael finge di essere diabetico per poter entrare quotidianamente nell'infermeria del penitenziario (il punto focale per l'evasione). Qui conosce la dottoressa Sara Tancredi, figlia del Governatore dell'Illinois Frank Tancredi con la quale poco alla volta instaura una relazione.
Inoltre, accettando di aiutare il direttore del penitenziario Henry Pope a finire il suo Taj Mahal, Michael diventa amico di Pope.
La relazione di Michael con Sara subisce una svolta importante nell'episodio La chiave, quando Michael la bacia per rubarle le chiavi dell'infermeria ma non vi riesce a causa dell'attrazione che si è stabilita fra i due nel corso della storia. Sebbene nell'episodio seguente, Conto alla rovescia, Sara scopra il motivo della presenza costante di Michael nell'infermeria, e ne rimanga delusa e ferita, lascerà la porta della stanza aperta per permettergli di evadere, favorendo così la fuga ad altre sei persone.

### Seconda stagione
Nella seconda stagione, la storia continua con Michael, Lincoln e gli altri fuggitivi intenti ad evitare di essere catturati dalle autorità. A differenza della prima stagione, Michael e Lincoln vengono molto spesso mostrati a stretto contatto. Li vediamo quindi fuggire insieme, dopo essersi separati dagli altri evasi. Dopo non essere riusciti a far fuggire il figlio di Lincoln, L.J. (accusato ingiustamente di avere ucciso sua madre e il suo patrigno), decidono di recarsi nello Utah dove Westmoreland aveva nascosto la refurtiva prima di essere preso. Una volta arrivati nello Utah, i due fratelli si riuniscono a quattro degli evasi: Sucre, C-Note, T-Bag e Tweener.
Nel settimo episodio, Lincoln decide di separarsi da Michael per cercare di aiutare suo figlio, che nel frattempo è stato rilasciato. Michael viene invece ingannato da T-Bag quando quest'ultimo fugge con tutti i soldi. Quindi si mette in viaggio per raggiungere Bolshoi Booze, dove ha appuntamento con la persona che lo farà fuggire in Messico. Prima di recarsi a Bolshoi Booze, si incontra con Sara nel posto che lui le aveva indicato spedendole degli origami con dei messaggi in codice. Pensando che Sara non voglia andare con lui a Panama, Michael va a Bolshoi Booze da solo. Qui, incontra di nuovo Sucre. Nello stesso posto, arriva anche Lincoln con loro padre, Aldo Burrows. Nei flashback che seguono, scopriamo che Michael aveva subito violenza da parte da uno dei suoi padri adottivi ed era stato salvato proprio dal suo padre naturale.
Quando Aldo viene ucciso dall'Agente Alexander Mahone, Michael e Lincoln decidono di rimanere negli Stati Uniti per affrontare la Compagnia e la cospirazione che questa ha messo in atto nei confronti di Lincoln, lasciando partire Sucre per il Messico da solo. Dopo essersi liberati di Mahone, che li aveva presi, Michael e suo fratello vengono aiutati da Paul Kellerman, che ha deciso di vendicarsi della Compagnia. Questi porta i due da Terrence Steadman, l'uomo del cui assassinio Lincoln è stato accusato. Il suicidio di Steadman spinge Michael, Lincoln e Kellerman a cercare Sara, in quanto è in possesso di importanti informazioni utili per risolvere la cospirazione. Dopo essersi unita a loro, Sara e gli altri si recano a Chicago, dove il padre di Sara ha nascosto quelle informazioni. Durante il viaggio, Michael e Sara parlano dei sentimenti che provano l'uno per l'altra.
Con l'aiuto dell'ex direttore di Fox River, Henry Pope, Michael e Sara riescono ad entrare in possesso della chiavetta USB in possesso di Frank Tancredi. In essa, scoprono la conversazione fra Steadman e sua sorella, avvenuta dopo l'uccisione dell'uomo. Non potendo usare la prova in tribunale, perché non è l'originale, Michael e Lincoln decidono di ricattare il presidente Reynolds. Ma il ricatto fallisce e i due fratelli sono costretti a fuggire a Panama, lasciando Sara che - per proteggerli - si fa arrestare.
Scoperto che T-Bag è a Panama, Michael decide di dargli la caccia per consegnarlo alla giustizia e vi riesce. Ma quando torna allo yacht, con i soldi di Westmoreland, riceve una telefonata da Mahone, che gli chiede i soldi e la barca in cambio della vita di Lincoln. Ma Michael inganna Mahone e riesce a fuggire ancora una volta con Lincoln. Arrivati alla loro nuova barca, qui trovano Sara ad attenderli. La donna è stata scagionata da tutte le accuse grazie alla testimonianza di Kellerman, testimonianza che ha fatto cadere anche qualunque accusa nei confronti di Lincoln. La loro felicità dura solo un attimo quando l'Agente Kim minaccia con una pistola i due fratelli. Sara allora gli spara e lo uccide. Fuggendo dal luogo dell'omicidio, inseguiti dalla polizia, Michael e Sara si separano da Lincoln e finiscono in una casa abbandonata. Dopo essersi finalmente e apertamente dichiarati il loro amore, Michael e Sara escono dalla casa, ma - all'insaputa di Sara - Michael confessa di essere lui l'assassino e viene arrestato. La seconda stagione termina con l'ingresso di Michael nel penitenziario di Sona.

### Terza stagione
La terza stagione segue Michael all'interno di Sona e Lincoln al di fuori, a Panama. Sona è una prigione che viene gestita dagli stessi detenuti, da quando, un anno prima, le guardie sono state cacciate nel perimetro esterno in seguito a una rivolta. Burrows viene contattato da Gretchen Morgan (un'agente della Compagnia operativa a Panama), che ha rapito suo figlio L.J. e Sara Tancredi, la donna amata da Michael. Per il loro rilascio, la Compagnia vuole che Michael faccia scappare da Sona un uomo di nome James Whistler. Michael, aiutato da suo fratello e Sucre (fuori dal carcere), inizia a organizzare un piano di fuga. Quando Lincoln tenta di salvare Sara e L.J. seguendo una traccia lasciata dalla stessa Sara, Gretchen dice di aver decapitato la donna e manda a Lincoln la sua testa in una scatola. Michael e Whistler riescono infine a scappare, lasciandosi indietro altri complici, tra cui T-Bag e Bellick. Sucre viene scoperto ad aiutare i fuggitivi e imprigionato a Sona. LJ e Sofia sono scambiati per Whistler, e Michael va in cerca di vendetta per la morte di Sara.

### Quarta stagione
Michael riesce a scovare Gretchen e Whistler a Washington D.C., ma non fa in tempo a farsi dire dai due tutto ciò che è successo alla sua Sara. Nel frattempo, oltre a Michael, vengono pian piano arrestati tutti gli altri: Lincoln viene incastrato dalla compagnia a Panama, Mahone al ritorno a casa assiste a un tragico evento personale (sempre per mezzo della Compagnia), Sucre e Bellick vengono arrestati dalla polizia di frontiera dopo essere scappati da un incendio doloso che ha distrutto il carcere di Sona, provocato da T-Bag: quest'ultimo intanto, si approprierà dell'identità di Whistler, avendo in possesso il suo famoso libretto, e spacciandosi per un certo Cole Pfeiffer. L'agente della Sicurezza Nazionale Don Self, recluta i protagonisti per costituire una squadra e ottenere un oggetto chiamato "Scylla", a patto che successivamente venga data loro la totale libertà da ogni accusa. Viene successivamente rivelato che Scylla contiene informazioni su un'avanzata cella di energia e che è posseduta da un certo Jonathan Krantz, chiamato da tutti i suoi sottoposti come "Il Generale". In realtà è proprio lui il capo supremo dell'intera Compagnia ed è proprio lui ad aver causato tutti gli eventi accaduti finora, nel corso delle precedenti stagioni. Nella prima parte della stagione, la squadra riesce ad entrare in possesso di Scylla, irrompendo nel quartier generale della Compagnia e rubandola. Viene rivelato che Sara è ancora viva, mentre Bellick muore per una buona causa. Self si rivela essere un agente doppiogiochista che ha intenzione di vendere Scylla al miglior offerente: infatti, non appena ottenuto il marchingegno, scappa via lasciando i fratelli e gli altri con carte false, e mettendoli in grave difficoltà. Riluttante, Lincoln decide di unirsi alla Compagnia per recuperare il prezioso oggetto, mentre invece Michael accetta di farsi operare dai medici dell'organizzazione capitanata dal generale Krantz quando scopre di soffrire per un amartoma nell'ipotalamo. Michael scopre che sua madre, Christina Scofield, è ancora viva ed è un'agente della Compagnia. La stagione si conclude a Miami, dove i fratelli riescono a recuperare Scylla, il Generale e la Compagnia vengono distrutti e Christina viene uccisa da Sara. Un flashforward vede Lincoln insieme a Sucre, Alex e Sara con un figlio ma senza Michael, che è invece deceduto.

### The Final Break
Michael si sposa con Sara in riva al mare, ma dopo poco, durante il rinfresco, la polizia arriva e arresta Sara per l'omicidio della madre di Michael e Lincoln, registrato da una telecamera di sicurezza, che, mostrando solo Sara che spara e non Christina che sta per sparare a Michael, impedisce di appellarsi alla legittima difesa. Inoltre, avendo lei saputo nascondere bene la propria identità, risulta irrilevante il fatto che loro sappiano che lavorava per la Compagnia: per la giuria la vittima non è Christina Rose Scofield ma Christina Hampton ed era consulente tecnico. Oltretutto alle forze dell'ordine non è piaciuto lo scagionamento e vogliono farlo pagare a Sara. Visto che il generale Krantz è stato rinchiuso nella sezione maschile della stessa prigione e ha messo una taglia su Sara, Michael avverte la direttrice del carcere che Sara non è al sicuro e ne chiede o un trasferimento in un altro istituto oppure una qualche forma di isolamento, ma la direttrice si rifiuta di attuare qualunque cambiamento credendo che Michael se ne voglia approfittare per farla evadere. Questa situazione fa capire a Michael che non c'è altra scelta che farla evadere davvero, così cerca di mettere a punto un piano, insieme all'aiuto di Lincoln, Alex Mahone, Sucre e anche un coinvolgimento dall'interno di T-Bag, reincarcerato anche lui proprio lì. L'ultimo ostacolo del piano è costituito dalla porta d'uscita dell'amministrazione, una porta per aprire la quale si dovrebbe o mandare in corto circuito il generatore dell'edificio, cosa che però potrebbe essere fatale a causa del sovraccarico di potenza di 1200 volts, oppure provare a neutralizzarla grazie al fatto che probabilmente si tratta di una serratura elettronica codificata che non è protetta dagli sbalzi di potenza, cosa deducibile dal fatto che il carcere sia stato costruito negli anni '80. Michael discute di questi aspetti con Alex, il quale capisce già da sé il pericolo che correrebbe nel far saltare il generatore. Durante l'evasione, al momento di tentare la strada dello sbalzo di potenza, questa purtroppo si rivela una soluzione effettivamente fallimentare, per cui Michael si dirige con Sara verso il generatore dell'edificio e le spiega cosa dovrà fare da sola per evadere mentre lui lo maneggerà, facendole capire il destino che lo aspetta. Quando dopo pochi secondi Sara raggiunge gli altri da sola, Lincoln le chiede più volte dov'è Michael, ma Alex gli dice «Michael non verrà... è morto, Lincoln». Il giorno dopo Alex consegna a Sara un foglio di Michael dicendole che l'avrebbe aiutata a capire perché si è sacrificato: il foglio presenta le analisi di un tumore cerebrale. Inoltre consegna a Lincoln un DVD, e lui lo guarda con Sara mentre viaggiano in barca: si tratta di un messaggio videoregistrato dallo stesso Michael, il quale spiega che ha scelto di sacrificare la propria vita perché le analisi del tumore gli davano in ogni caso ancora poco da vivere. Come ultima cosa chiede ad entrambi: «voglio che mi promettiate che direte al mio bambino... che direte al mio bambino... quanto l'ho amato, ogni giorno... e ricordategli quanto si è fortunati ad essere liberi... perché noi lo siamo... siamo liberi ora... finalmente... siamo liberi...».

### Quinta stagione
Sette anni dopo la scomparsa di Micheal, Lincoln riceve una foto che mostra il fratello ancora vivo, rinchiuso in un carcere nello Yemen. Lincoln parte quindi insieme a C-Note per trovarlo. Si scopre che Michael è conosciuto nel paese con il nome di Kaniel Outis, un simpatizzante dei terroristi che hanno messo a ferro e fuoco la città. Dopo averlo liberato, Michael rivela a Lincoln che dopo il suo matrimonio un ex-agente della CIA, con il nome in codice di Poseidone, lo ha ricattato: in cambio della libertà della sua famiglia, Michael avrebbe dovuto fingere la sua morte e lavorare per lui, nella maggior parte dei casi facendo evadere individui specifici da penitenziari di massima sicurezza sparsi in tutto il mondo. Intanto Lincoln, grazie ad una ripresa video effettuata in carcere con lo smartphone, riesce a fornire anche a Sara la certezza che Michael sia ancora vivo. Tuttavia, un video mostratole da Paul Kellerman mostra Michael trascinare un cadavere in una baita, cosa che fa dedurre che si tratti di un assassino. Nel frattempo Michael, Lincoln e Whip (suo braccio destro nelle missioni affidategli da Poseidone), riescono dopo diverse difficoltà a raggiungere il mare e a fuggire, grazie alla nave cargo di Sucre. Ma a causa di una ferita che ha fatto perdere a Michael molto sangue, Sara li deve raggiungere per potergli fare una trasfusione, approfittando del fatto che per fortuna il suo sangue sia 0 negativo (sangue universale). Quando Michael inizia a stare meglio le rivela che l'omicidio che ha visto è in realtà opera di Poseidone, che però ha omesso le immagini che lo mostrano compiere l'omicidio e ha lasciato solo quelle che raffigurano Michael nascondere il corpo. Inoltre, grazie a una foto memorizzata nello smartphone di Sara, Michael fa una scoperta scioccante: l'uomo con cui Sara si è risposata, Jacob Anton Ness, non è un uomo comune: è Poseidone stesso. Quando fa ritorno a casa, Sara cerca di non far capire al marito di aver scoperto la sua reale identità. Quando due sicari inviati dal criminale tentano di ucciderla, Michael interviene per salvarla, ma non riesce a impedire che Poseidone rapisca suo figlio, Mike Scofield. Intanto Michael ha messo a punto un piano per incastrare Poseidone. Il piano prevede di fingere una resa, a seguito della quale Michael tenta di fuggire. Seguìto da Poseidone, raggiunge l'interno di un camion, che è stato rivestito da una scenografia che riproduce il luogo in cui Poseidone ha commesso l'omicidio e fatto scattare le foto per incastrare Michael, in modo da ottenere foto identiche a quelle nascoste da Poseidone stesso e che lo ritraggono mentre spara. Poco dopo, i federali chiamati da Poseidone per arrestare Kaniel Outis arrestano anche Poseidone, per coinvolgimento nell'omicidio. In seguito Michael viene interrogato dal direttore della CIA, che dopo aver esaminato tutte le prove che ha ricevuto, compresa una confessione di un complice di Poseidone, dice a Michael che è libero di andarsene. E riconoscendo anche il suo grande ingegno dimostrato per anni, gli dice che farebbe comodo alla CIA, ma Michael risponde che non sta cercando lavoro. Piuttosto gli chiede se sia possibile far rinchiudere Poseidone nella stessa cella in cui è stato rinchiuso T-Bag. A questo punto, dopo sette anni Michael è finalmente un libero cittadino, e così si riunisce alla sua famiglia.

## Caratteristiche
Nell'episodio Nuovi arrivi (1ª stagione), scopriamo che Michael soffre di un basso livello di inibizione latente, condizione in cui il suo cervello riceve un numero esagerato di stimoli e lo spinge ad analizzare ed esaminare ogni piccolo dettaglio dell'ambiente esterno. Questo, combinato al suo elevato quoziente intellettivo, lo rende un vero genio creativo. A causa dell'abbandono e degli abusi subiti da piccolo, Michael non possiede autostima. Questa mancanza, combinata al basso livello di inibizione latente, lo ha reso più sensibile alla sofferenza degli altri. Impossibilitato a impedire la sofferenza altrui, Michael è estremamente empatico ed altruista verso gli altri. Di conseguenza, è più preoccupato per il bene altrui che per il proprio.
Il basso livello di inibizione e il suo alto quoziente d'intelligenza gli permettono di creare un tatuaggio con la planimetria della prigione che la gente comune non riesce a separare dalle altre immagini. Durante i quattro mesi precedenti la prigionia, Michael si è fatto tatuare specifiche sezioni della prigione mescolato a disegni gotici. Ogni parte del suo tatuaggio doveva essere precisa, come viene riferito nel primo episodio della seconda stagione.
Come vediamo in ogni episodio della prima stagione, Michael è molto meticoloso e ben preparato per riuscire a portare a termine ogni piccolo passo del suo piano. I prime tre episodi della seconda stagione mostra come il piano di Michael sia ancora molto intricato. Prima di entrare a Fox River, comunque, Michael aveva preparato un piano alternativo nel caso in cui non avesse avuto l'appoggio di John Abruzzi. Dal momento che effettivamente il piano riguardante l'aereo di Abruzzi fallisce, il nascondiglio a Oswego (Illinois) di Michael risulta essere molto utile.

### I tatuaggi
Sin dal primissimo episodio un aspetto che colpisce della serie sono sicuramente i tatuaggi di Michael che coprono l'intera parte superiore del suo corpo (torace, dorso e braccia) e nascondono, sotto un articolato disegno che rimanda al linguaggio figurativo gotico, le planimetrie della prigione dove è detenuto Lincoln e dove si è fatto incarcerare lo stesso Michael.
I tatuaggi sono stati disegnati da Tom Berg della SoCal Tattoo, già autore dei tatuaggi presenti sul corpo di Ralph Fiennes nel film Red Dragon (2002). Per applicarli sul corpo di Wentworth occorre un team composto almeno da due persone: in un arco di tempo che varia tra le quattro e le cinque ore vengono applicate sul corpo di Wentoworth una serie di decalcomanie che, incastrate come un gigantesco puzzle, vengono a formare l'immenso disegno. I tatuaggi rimangono sulla pelle circa 15-20 giorni altrimenti possono essere rimossi attraverso degli speciali solventi. In ogni caso raramente si è resa necessaria l'applicazione dell'intero disegno: in molti casi durante gli episodi è stata messa a fuoco una sola immagine e quindi l'applicazione si è ridotta a quel determinato particolare.
L'intero tatuaggio, in cui emergono immagini di demoni e angeli, non nasconde soltanto le planimetrie della prigione ma, come afferma il produttore Paul Scheuring, può essere considerato anche come un'allegoria. L'immagine dell'ascensione dei demoni sul braccio sinistro e, viceversa, quella degli angeli su quello destro potrebbero infatti suggerire l'idea che Michael è una sorta di antieroe: sta compiendo qualcosa di sbagliato come progettare un'evasione da un carcere per fare però qualcosa di profondamente giusto, liberare il fratello incriminato erroneamente di omicidio di primo grado. Uno dei più importanti temi della serie è infatti che non c'è nulla che sia completamente giusto o sbagliato.
La planimetrie non sono chiaramente visibili ad occhio nudo. In particolare il torace, caratterizzato dall'immagine di un angelo che sta per essere colpito da un demone, contiene le planimetrie dei passaggi sotterranei della prigione mentre il dorso, dove si vede un angelo attaccare a sua volta un demone, nasconde invece la visuale dall'alto del Fox River, come se fosse vista da un elicottero. Sulle braccia non ci sono soltanto disegni che richiamano ancora il linguaggio gotico, ma anche parole e numeri, scritti al rovescio o sottosopra o ancora simboli che possono essere letti solamente attraverso uno specchio, che rimandano a parti del piano di Michael o che funzionano come promemoria.

## L'interpretazione di Wentworth Miller
Nella maggior parte delle scene da lui interpretate durante la prima stagione, Wentworth Miller usa intenzionalmente una gamma ristretta di espressioni facciali, accentuando così il lato misterioso del suo personaggio, la sua determinazione e la sua calma perenne. Questa scelta ha generato critiche sia positive che negative e la nomination ai Golden Globe come migliore attore. Il "Washington Post" ha giudicato la sua performance «opprimente» mentre "Entertainment Weekly" ha segnalato le varie scene del telefilm affermando come Prison Break sia «lo show di Miller». Sulla sua performance, ha dichiarato che «Michael Scofield ha la voce profonda di un sociopatico e l'atteggiamento mentale rassegnato di un corridore sulla lunga distanza». Al contrario, il "New York Times" ha apprezzato il fatto che Miller non mostri troppo le sue emozioni: «Ha una determinazione imperturbabile che confonde gli altri detenuti...».
Parlando del suo personaggio, Miller spiega: «La sfida più grande era quella di creare, con un po' di fortuna, un personaggio convincente. Ma allo stesso tempo, c'erano molti aspetti che non potevo mostrare perché insieme a elementi come Abruzzi, T-Bag o Bellick non potevo permettermi di essere vulnerabile, Non potevo neanche accennare ad un sorriso...».. E aggiunge: «Ho preferito rendere il mio personaggio, un eroe enigmatico» «La mia visione del personaggio di Michael è cambiata. All'inizio, quando non sapevo esattamente dove la storia sarebbe andata a parare, pensavo che fosse un tizio normale in una situazione straordinaria e che lui fosse il fratello buono e Lincoln il cattivo. Ma, procedendo, è diventato evidente che Michael ha problemi forse anche più gravi del fratello che sta cercando di salvare. Perché un uomo normale non tenterebbe mai un'impresa del genere. La cosa più divertente è stato trasformare Michael dall'uomo che sembra all'inizio - schivo, un po' chiuso, freddo, che non scopre mai le sue carte - nel personaggio di metà serie, attorno all'episodio 13, quando Lincoln finisce sulla sedia elettrica, e la maschera crolla, la paura, l'ansia, il terrore e la rabbia che ha covato dentro di sé per tutto il tempo, e che ha represso, cominciano ad affiorare. Appaiono le prime crepe. E negli ultimi nove episodi della prima stagione, Michael tenta di tenere tutto insieme, mentre in realtà, dentro di sé, sta andando in pezzi.».
Durante la seconda stagione, il personaggio mostra una nuova gamma di emozioni. «Ha delle sfumature più vivaci e leggere» continua Miller. «Ora che si trova fuori da Fox River con suo fratello, con il quale riesce a mostrare degli aspetti che non riesce a mostrare con gli altri, ci sono più parti di lui che posso esplorare». Così la prima volta che Michael mostra la sua collera davanti agli altri, è nell'ultimo episodio della prima stagione. Adesso è libero dentro e fuori dalla prigione.